# Arató Béla
Arató Béla, születési nevén Adamik Béla (Tótkomlós, 1892. július 17. – Érdliget, 1956. június 4.) író, posta és távirdai segédellenőr.

## Életpályája
Szülei Adamik János és Kmetykó/Kmetyka Rozália. Középiskolai tanulmányait Orosházán végezte. Az első világháború alatt távírótisztként szolgált a déli, nyugati, olasz és orosz fronton. 1919. április 19-én Budapesten feleségül vette Gyűrky Magdolna Mária posta-távirdai kezelőnőt. Tőle megözvegyült, s ezt követően 1930. július 8-án Budapesten Szabó Ilona postai alkalmazottal kötött házasságot. 1930-ban Adamik családi nevét Aratóra változtatta. 1933-ban a magyar királyi posta szolgálatába lépett és 1934-ben a budapesti távíró és távbeszélő igazgatóságnál dolgozott. 1941-ben tartalékos távirász gyakornokká nevezték ki. 1946 őszén postasegédtisztként az 5.000/1946. M. E. sz. rendelet 4. §-a alapján végrehajtott létszámcsökkentés során ő is az elbocsátás illetőleg végelbánás alá vont személyek közé került. Gyomorrákban hunyt el 1956-ban.
Cikkei megjelentek az alábbi lapokban: Az En Ujságom (mesék), Pesti Hírlap, Színházi Élet, Ujság. 

## Művei
- Az arany sarkantyú. Ifjúsági elbeszélések és mesék. Budapest, 1933 (Ism: Pester Lloyd 1933: 135. e. sz. Új kiadás Budapest [1937].)
- Bücsük pasa szelencéje. Szent-István Társulat, 1938